# Unione Sportiva Tempio 1987-1988
Questa voce raccoglie le informazioni riguardanti  l'Unione Sportiva Tempio nelle competizioni ufficiali della stagione 1987-1988.

## Rosa
| N. |                   | Ruolo | Calciatore             |
| -- | ----------------- | ----- | ---------------------- |
|    | Italia (bandiera) | C     | Francesco Calzone      |
|    | Italia (bandiera) | D     | Franco Caracciolo      |
|    | Italia (bandiera) | D     | Roberto Coro           |
|    | Italia (bandiera) | C     | Alessandro Di Vincenzo |
|    | Italia (bandiera) | A     | Francesco Fiori        |
|    | Italia (bandiera) | C     | Antonello Frau         |
|    | Italia (bandiera) | P     | Domenico Langiu        |
|    | Italia (bandiera) | A     | Salvatore Lo Cascio    |
|    | Italia (bandiera) | D     | Vanni Martinez         |
|    | Italia (bandiera) | A     | Massimo Minarelli      |

| N. |                   | Ruolo | Calciatore          |
| -- | ----------------- | ----- | ------------------- |
|    | Italia (bandiera) | C     | Marcello Nicolai    |
|    | Italia (bandiera) | C     | Paolo Orecchioni    |
|    | Italia (bandiera) | C     | Andrea Peselli      |
|    | Italia (bandiera) | D     | Paolo Rosa          |
|    | Italia (bandiera) | D     | Alessandro Sanna    |
|    | Italia (bandiera) | C     | Marco Sanna         |
|    | Italia (bandiera) | C     | Nicola Spano        |
|    | Italia (bandiera) | P     | Patrizio Tenagli    |
|    | Italia (bandiera) | A     | Antonio Trudu       |
|    | Italia (bandiera) | D     | Roberto Versiglioni |